# Басеркл
Басеркл (фр. Bassercles) насеље је и општина у југозападној Француској у региону Аквитанија, у департману Ланд која припада префектури Дакс.
По подацима из 2011. године у општини је живело 115 становника, а густина насељености је износила 17,45 становника/km². Општина се простире на површини од 6,59 km². Налази се на средњој надморској висини од 160 метара (максималној 167 m, а минималној 65 m).

## Демографија
| 1962. | 1968. | 1975. | 1982. | 1990. | 1999. | 2011. |
| ----- | ----- | ----- | ----- | ----- | ----- | ----- |
| 137   | 150   | 143   | 122   | 120   | 122   | 115   |

График промене броја становника у току последњих година